# Agapeta angelana
Agapeta angelana is een vlinder uit de familie bladrollers (Tortricidae). De wetenschappelijke naam is voor het eerst geldig gepubliceerd in 1919 door Kennel.
De soort komt voor in Europa.